# Савиково (Владимирская область)
Савиково — деревня в Гусь-Хрустальном районе Владимирской области России, входит в состав Краснооктябрьского сельского поселения.

## География
Деревня расположена на берегу речки Сентур (приток Гуся) в 8 км на юго-запад от центра поселения посёлка Красный Октябрь и в 37 км на юг от Гусь-Хрустального.

## История
В конце XIX — начале XX века деревня входила в состав Цикульской волости Меленковского уезда, с 1926 года — в составе Черсевской волости Гусевского уезда. В 1859 году в деревне числилось 28 дворов, в 1905 году — 54 двора, в 1926 году — 72 двора.
С 1929 года деревня являлась центром Савиковского сельсовета Гусь-Хрустального района, с 1935 года — в составе Аксеновского сельсовета Курловского района, с 1963 года — в составе Гусь-Хрустального района, с 2005 года — в составе Краснооктябрьского сельского поселения.  

## Население
| 1859 | 1905 | 1926 | 2002 | 2010 | 2021 |
| ---- | ---- | ---- | ---- | ---- | ---- |
| 170  | ↗285 | ↗385 | ↘13  | ↘11  | ↘4   |